# Gaizka Mendieta
Gaizka Mendieta Zabala (Bilbao, 27 marzo 1974) è un ex calciatore spagnolo, di ruolo centrocampista.

## Carriera

### Calciatore
Cresciuto nel Castellón, si trasferì successivamente al Valencia, di cui divenne capitano: con il club valenciano, dopo aver vinto la Coppa del Re e la Supercoppa spagnola nel 1999, disputò due finali consecutive di UEFA Champions League, perdendole entrambe con Real Madrid e Bayern Monaco, ma ottenne comunque un premio di consolazione come miglior giocatore della competizione nella stagione 2000-2001.
Nell'estate del 2001 la Lazio, dopo aver ceduto Pavel Nedvěd alla Juventus, decise di acquistare Mendieta versando nelle casse del Valencia 89 miliardi di lire, facendo così dello spagnolo il secondo acquisto più costoso nella storia del club biancoceleste dopo Hernán Crespo. Con la Lazio disputò un campionato decisamente al di sotto delle attese, senza alcun gol realizzato.
Dopo l'esperienza italiana e il Mondiale 2002, nel quale fu convocato nella nazionale spagnola, tornò nella Liga, per una sola stagione, nel 2002-2003, in prestito al Barcellona. Dal 2003 al 2008 giocò nel Middlesbrough.

## Dopo il ritiro
Dopo il ritiro dal calcio agonistico, si è stabilito a Yarm, vicino a Middlesbrough, dove si diletta a fare il deejay nelle principali discoteche della città.
Nel marzo 2019 viene scelto come ambasciatore per l’Europeo 2020.

## Statistiche

### Presenze e reti nei club
| Stagione             | Squadra              | Campionato           | Campionato | Campionato | Coppe nazionali | Coppe nazionali | Coppe nazionali | Coppe continentali | Coppe continentali | Coppe continentali | Totale | Totale |
| Stagione             | Squadra              | Comp                 | Pres       | Reti       | Comp            | Pres            | Reti            | Comp               | Pres               | Reti               | Comp   | Pres   |
| -------------------- | -------------------- | -------------------- | ---------- | ---------- | --------------- | --------------- | --------------- | ------------------ | ------------------ | ------------------ | ------ | ------ |
| 1991-1992            | Castellón            | SD                   | 16         | 0          | CR              | 2               | 0               | -                  | -                  | -                  | 18     | 0      |
| 1992-1993            | Valencia             | PD                   | 2          | 0          | CR              | 0               | 0               | CU                 | 0                  | 0                  | 2      | 0      |
| 1993-1994            | Valencia             | PD                   | 20         | 2          | CR              | 0               | 0               | CU                 | 0                  | 0                  | 20     | 2      |
| 1994-1995            | Valencia             | PD                   | 13         | 1          | CR              | 3               | 0               | -                  | -                  | -                  | 16     | 1      |
| 1995-1996            | Valencia             | PD                   | 34         | 0          | CR              | 8               | 0               | -                  | -                  | -                  | 42     | 0      |
| 1996-1997            | Valencia             | PD                   | 30         | 1          | CR              | 0               | 0               | CU                 | 6                  | 0                  | 36     | 1      |
| 1997-1998            | Valencia             | PD                   | 30         | 10         | CR              | 5               | 0               | -                  | -                  | -                  | 35     | 10     |
| 1998-1999            | Valencia             | PD                   | 37         | 7          | CR              | 7               | 0               | Int.+CU            | 6+4                | 0                  | 54     | 7      |
| 1999-2000            | Valencia             | PD                   | 33         | 13         | CR+SS           | 2+2             | 1+0             | UCL                | 16                 | 5                  | 53     | 19     |
| 2000-2001            | Valencia             | PD                   | 31         | 10         | CR              | 0               | 0               | UCL                | 16                 | 4                  | 47     | 14     |
| Totale Valencia      | Totale Valencia      | Totale Valencia      | 230        | 44         |                 | 27              | 1               |                    | 48                 | 9                  | 305    | 54     |
| 2001-2002            | Lazio                | A                    | 20         | 0          | CI              | 4               | 0               | UCL                | 7                  | 0                  | 31     | 0      |
| 2002-2003            | Barcellona           | PD                   | 33         | 4          | CR              | 1               | 0               | UCL                | 15                 | 2                  | 49     | 6      |
| 2003-2004            | Middlesbrough        | FD                   | 31         | 2          | FACup+CdL       | 1+6             | 0+1             | CU                 | 0                  | 0                  | 38     | 3      |
| 2004-2005            | Middlesbrough        | FD                   | 7          | 0          | FACup+CdL       | 0               | 0               | CU                 | 1                  | 0                  | 8      | 0      |
| 2005-2006            | Middlesbrough        | FD                   | 17         | 2          | FACup+CdL       | 4+0             | 0               | CU                 | 6                  | 0                  | 27     | 2      |
| 2006-2007            | Middlesbrough        | FD                   | 7          | 0          | FACup+CdL       | 0+1             | 0               | CU                 | 0                  | 0                  | 8      | 0      |
| Totale Middlesbrough | Totale Middlesbrough | Totale Middlesbrough | 62         | 4          |                 | 12              | 1               |                    | 7                  | 0                  | 81     | 5      |

### Cronologia presenza e reti in nazionale
| Cronologia completa delle presenze e delle reti in nazionale ― Spagna | Cronologia completa delle presenze e delle reti in nazionale ― Spagna | Cronologia completa delle presenze e delle reti in nazionale ― Spagna | Cronologia completa delle presenze e delle reti in nazionale ― Spagna | Cronologia completa delle presenze e delle reti in nazionale ― Spagna | Cronologia completa delle presenze e delle reti in nazionale ― Spagna | Cronologia completa delle presenze e delle reti in nazionale ― Spagna | Cronologia completa delle presenze e delle reti in nazionale ― Spagna |
| Data                                                                  | Città                                                                 | In casa                                                               | Risultato                                                             | Ospiti                                                                | Competizione                                                          | Reti                                                                  | Note                                                                  |
| --------------------------------------------------------------------- | --------------------------------------------------------------------- | --------------------------------------------------------------------- | --------------------------------------------------------------------- | --------------------------------------------------------------------- | --------------------------------------------------------------------- | --------------------------------------------------------------------- | --------------------------------------------------------------------- |
| 27-3-1999                                                             | Valencia                                                              | Spagna                                                                | 9 – 0                                                                 | Austria                                                               | Qual. Euro 2000                                                       | -                                                                     | 72’                                                                   |
| 5-5-1999                                                              | Siviglia                                                              | Spagna                                                                | 3 – 1                                                                 | Croazia                                                               | Amichevole                                                            | -                                                                     | 51’                                                                   |
| 5-6-1999                                                              | Vila-real                                                             | Spagna                                                                | 9 – 0                                                                 | San Marino                                                            | Qual. Euro 2000                                                       | 1                                                                     | 74’                                                                   |
| 18-8-1999                                                             | Varsavia                                                              | Polonia                                                               | 1 – 2                                                                 | Spagna                                                                | Amichevole                                                            | -                                                                     | 46’                                                                   |
| 4-9-1999                                                              | Vienna                                                                | Austria                                                               | 1 – 3                                                                 | Spagna                                                                | Qual. Euro 2000                                                       | -                                                                     | 80’                                                                   |
| 8-9-1999                                                              | Badajoz                                                               | Spagna                                                                | 8 – 0                                                                 | Cipro                                                                 | Qual. Euro 2000                                                       | -                                                                     | 61’                                                                   |
| 10-10-1999                                                            | Albacete                                                              | Spagna                                                                | 3 – 0                                                                 | Israele                                                               | Qual. Euro 2000                                                       | -                                                                     | 70’                                                                   |
| 13-11-1999                                                            | Vigo                                                                  | Spagna                                                                | 0 – 0                                                                 | Brasile                                                               | Amichevole                                                            | -                                                                     | 81’                                                                   |
| 17-11-1999                                                            | Siviglia                                                              | Spagna                                                                | 0 – 2                                                                 | Argentina                                                             | Amichevole                                                            | -                                                                     | 73’                                                                   |
| 26-1-2000                                                             | Cartagena                                                             | Spagna                                                                | 3 – 0                                                                 | Polonia                                                               | Amichevole                                                            | -                                                                     | 46’                                                                   |
| 23-2-2000                                                             | Spalato                                                               | Croazia                                                               | 0 – 0                                                                 | Spagna                                                                | Amichevole                                                            | -                                                                     | 46’                                                                   |
| 3-6-2000                                                              | Göteborg                                                              | Svezia                                                                | 1 – 1                                                                 | Spagna                                                                | Amichevole                                                            | -                                                                     | 46’                                                                   |
| 7-6-2000                                                              | Lussemburgo                                                           | Lussemburgo                                                           | 0 – 1                                                                 | Spagna                                                                | Amichevole                                                            | 1                                                                     | 60’                                                                   |
| 13-6-2000                                                             | Rotterdam                                                             | Spagna                                                                | 0 – 1                                                                 | Norvegia                                                              | Euro 2000 - 1º turno                                                  | -                                                                     | 71’                                                                   |
| 18-6-2000                                                             | Amsterdam                                                             | Slovenia                                                              | 1 – 2                                                                 | Spagna                                                                | Euro 2000 - 1º turno                                                  | -                                                                     |                                                                       |
| 21-6-2000                                                             | Bruges                                                                | Jugoslavia                                                            | 3 – 4                                                                 | Spagna                                                                | Euro 2000 - 1º turno                                                  | 1                                                                     |                                                                       |
| 25-6-2000                                                             | Bruges                                                                | Spagna                                                                | 1 – 2                                                                 | Francia                                                               | Euro 2000 - Quarti di finale                                          | 1                                                                     | 57’                                                                   |
| 16-8-2000                                                             | Hannover                                                              | Germania                                                              | 4 – 1                                                                 | Spagna                                                                | Amichevole                                                            | 1                                                                     | 46’                                                                   |
| 2-9-2000                                                              | Sarajevo                                                              | Bosnia ed Erzegovina                                                  | 1 – 2                                                                 | Spagna                                                                | Qual. Mondiali 2002                                                   | -                                                                     |                                                                       |
| 7-10-2000                                                             | Madrid                                                                | Spagna                                                                | 2 – 0                                                                 | Israele                                                               | Qual. Mondiali 2002                                                   | -                                                                     |                                                                       |
| 11-10-2000                                                            | Vienna                                                                | Austria                                                               | 1 – 1                                                                 | Spagna                                                                | Qual. Mondiali 2002                                                   | -                                                                     |                                                                       |
| 15-11-2000                                                            | Siviglia                                                              | Spagna                                                                | 1 – 2                                                                 | Paesi Bassi                                                           | Amichevole                                                            | -                                                                     | 46’                                                                   |
| 28-2-2001                                                             | Birmingham                                                            | Inghilterra                                                           | 3 – 0                                                                 | Spagna                                                                | Amichevole                                                            | -                                                                     | 64’                                                                   |
| 24-3-2001                                                             | Alicante                                                              | Spagna                                                                | 5 – 0                                                                 | Liechtenstein                                                         | Qual. Mondiali 2002                                                   | 2                                                                     |                                                                       |
| 28-3-2001                                                             | Valencia                                                              | Spagna                                                                | 2 – 1                                                                 | Francia                                                               | Amichevole                                                            | -                                                                     | 88’                                                                   |
| 25-4-2001                                                             | Cordova                                                               | Spagna                                                                | 1 – 0                                                                 | Giappone                                                              | Amichevole                                                            | -                                                                     | 46’                                                                   |
| 2-6-2001                                                              | Oviedo                                                                | Spagna                                                                | 4 – 1                                                                 | Bosnia ed Erzegovina                                                  | Qual. Mondiali 2002                                                   | -                                                                     | 58’                                                                   |
| 1-9-2001                                                              | Valencia                                                              | Spagna                                                                | 4 – 0                                                                 | Austria                                                               | Qual. Mondiali 2002                                                   | 1                                                                     | 79’                                                                   |
| 5-9-2001                                                              | Vaduz                                                                 | Liechtenstein                                                         | 0 – 2                                                                 | Spagna                                                                | Qual. Mondiali 2002                                                   | -                                                                     |                                                                       |
| 14-11-2001                                                            | Huelva                                                                | Spagna                                                                | 1 – 0                                                                 | Messico                                                               | Amichevole                                                            | -                                                                     | 57’                                                                   |
| 13-2-2002                                                             | Barcellona                                                            | Spagna                                                                | 1 – 1                                                                 | Portogallo                                                            | Amichevole                                                            | -                                                                     | 46’                                                                   |
| 17-4-2002                                                             | Belfast                                                               | Irlanda del Nord                                                      | 0 – 5                                                                 | Spagna                                                                | Amichevole                                                            | -                                                                     | 47’                                                                   |
| 12-6-2002                                                             | Daejeon                                                               | Sudafrica                                                             | 2 – 3                                                                 | Spagna                                                                | Mondiali 2002 - 1º turno                                              | 1                                                                     | 82’                                                                   |
| 16-6-2002                                                             | Suwon                                                                 | Spagna                                                                | 1 – 1 dts (3 – 2 dtr)                                                 | Irlanda                                                               | Mondiali 2002 - Ottavi di finale                                      | -                                                                     | 66’                                                                   |
| 22-6-2002                                                             | Gwangju                                                               | Spagna                                                                | 0 – 0 dts (3 – 5 dtr)                                                 | Corea del Sud                                                         | Mondiali 2002 - Quarti di finale                                      | -                                                                     | 70’                                                                   |
| 21-8-2002                                                             | Budapest                                                              | Ungheria                                                              | 1 – 1                                                                 | Spagna                                                                | Amichevole                                                            | -                                                                     | 46’                                                                   |
| 7-9-2002                                                              | Atene                                                                 | Grecia                                                                | 0 – 2                                                                 | Spagna                                                                | Qual. Euro 2004                                                       | -                                                                     | 59’                                                                   |
| 12-10-2002                                                            | Albacete                                                              | Spagna                                                                | 3 – 0                                                                 | Irlanda del Nord                                                      | Qual. Euro 2004                                                       | -                                                                     | 76’                                                                   |
| 16-10-2002                                                            | Logroño                                                               | Spagna                                                                | 0 – 0                                                                 | Paraguay                                                              | Amichevole                                                            | -                                                                     | cap. 46’                                                              |
| 20-11-2002                                                            | Granada                                                               | Spagna                                                                | 1 – 0                                                                 | Bulgaria                                                              | Amichevole                                                            | -                                                                     | cap. 46’                                                              |
| Totale                                                                |                                                                       | Presenze                                                              | 40                                                                    |                                                                       | Reti                                                                  | 9                                                                     |                                                                       |

## Palmarès

### Club

#### Competizioni nazionali
- Coppa di Spagna: 1

Valencia: 1998-1999
- Supercoppa di Spagna: 1

Valencia: 1999
- Coppa di Lega inglese: 1

Middlesbrough: 2003-2004

#### Competizioni internazionali
- Coppa Intertoto UEFA: 1

Valencia: 1998

### Individuale
- Miglior centrocampista della UEFA Champions League: 2

2000, 2001
- Squadra dell'Anno ESM: 1

2000-2001